# Gornja Radgona (plaats)
Gornja Radgona (Duits: Oberradkersburg) is een plaats in Slovenië en maakt deel uit van de gelijknamige gemeente in de NUTS-3-regio Pomurska. De plaats telde 3.086 inwoners op 1 januari 2020.
Gornja Radgona is een gedeelde stad. Het gedeelte van de stad ten noorden van de rivier de Mur ligt in Oostenrijk en heet Bad Radkersburg. In 1919 werd Stiermarken gedeeld tussen Oostenrijk en Slovenië. Hierbij werd de grens over de river de Mur getrokken en de stad gesplitst.